# واروارا
واروارا (به لاتین: Varvara) یک منطقهٔ مسکونی در یونان است که در شهرستان آریس توتلیس واقع شده‌است.